# Château de Clagny
Le château de Clagny est un édifice, aujourd'hui disparu, situé alors dans la commune de Versailles, dans le département français des Yvelines en région Île-de-France.

## Histoire

### Le château deMmede Montespan et de ses enfants légitimés
Le château est commandé à l'intention de Madame de Montespan, maîtresse et favorite du roi Louis XIV.
Il est alors situé au nord-est du château de Versailles. Les plans initiaux de 1674 sont l'œuvre de l'architecte Antoine Lepautre, mais sont rapidement abandonnés début 1675 faute, notamment, de devis trop peu nombreux.

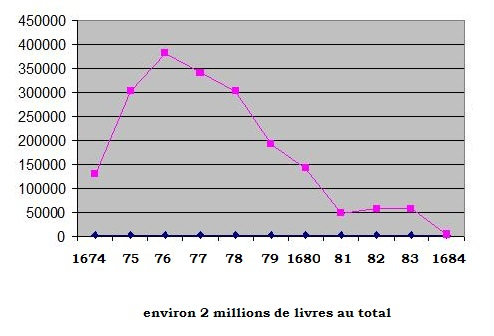
Schéma des dépenses de construction de Clagny.

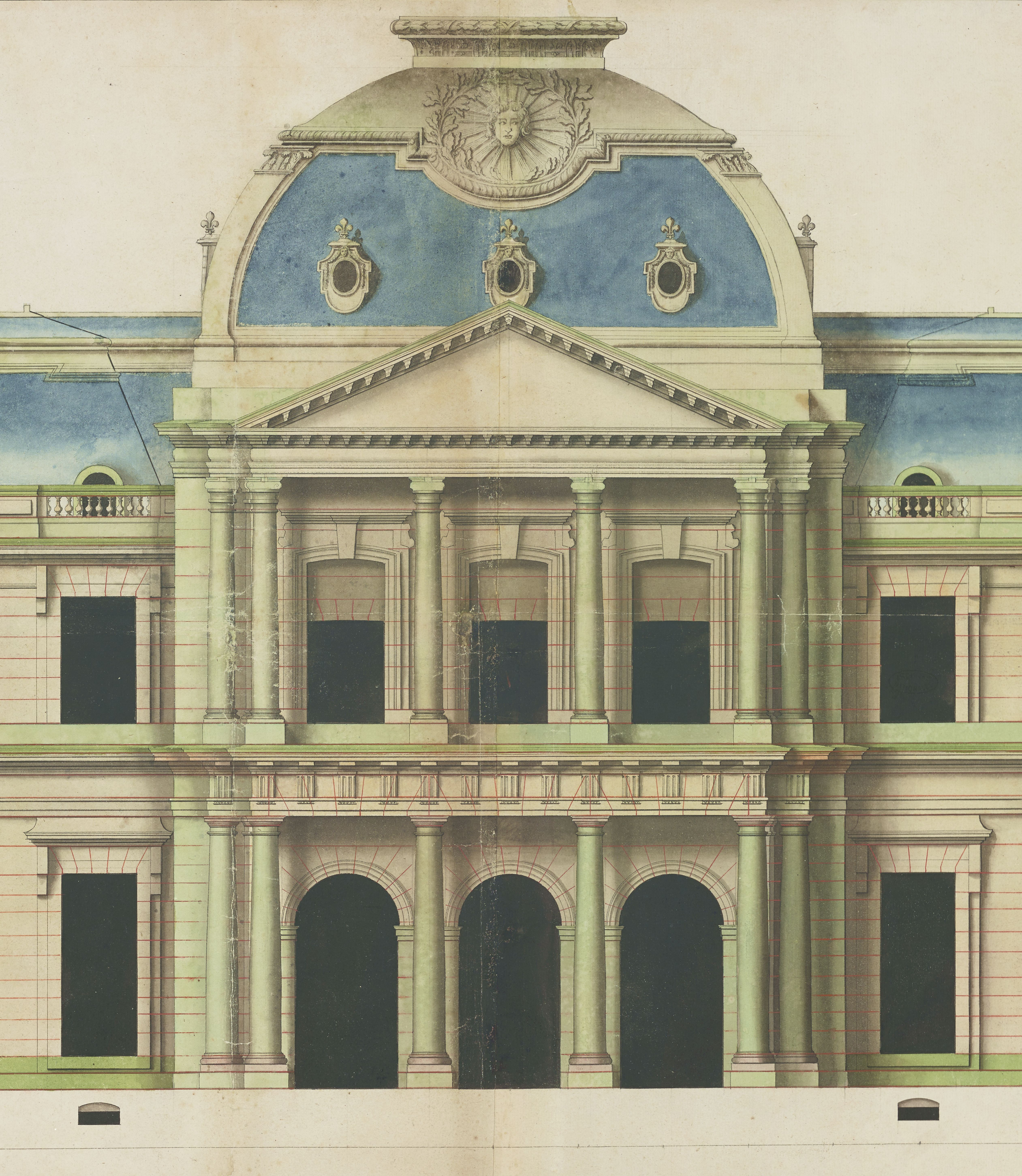
Jules Hardouin-Mansart, élévation du corps central du château de Clagny, détail, vers 1676, Archives nationales.

Le projet est alors confié à l'architecte Jules Hardouin-Mansart, qui signe alors son premier grand chantier en faveur du roi et de sa famille. Il remanie les plans du château et une partie de ceux des jardins, en collaboration avec le jardinier et paysagiste André Le Nôtre. Le 2 avril 1675, les travaux redémarrent avec les premiers paiements aux entrepreneurs. Le 7 juin 1675 le domaine de Glatigny vient étoffer celui de Clagny.  
Si les travaux de gros œuvre sont terminés en 1680, ceux de l'aménagement intérieur et des décorations sont quant à eux, malgré un bon état d'avancement, abandonnés dès 1683, en raison de la disgrâce de la favorite.  
En janvier 1685, le roi fait don, par lettres patentes, du château, ainsi que 2000 arpents de terres en dehors du Grand Parc à Madame de Montespan et à ses enfants. Dès lors, la marquise ne revient plus au domaine, et en 1687 le château est démeublé et les jardins deviennent des friches. 

### Le château du duc du Maine, fils deMmede Montespan
Mme de Montespan s'éteint en mai 1707, et son fils aîné, Louis-Auguste de Bourbon, duc du Maine, en hérite. Celui-ci n'y réside alors que rarement, à l'exception d'un séjour inattendu et forcé en compagnie de sa femme en 1720, sur le retour pour Sceaux, à la suite de leur implication dans la conspiration de Cellamare, leur coûtant alors à tous les deux une peine de prison.  
Le domaine continue d'être fréquenté par la duchesse du Maine, qui y organise notamment de nombreuses fêtes et spectacles jusqu'à la fin du règne du roi Louis XIV, puis devient un de ses nombreux lieux de retraite dans les années 1730. En 1734, elle lance une campagne de restauration de la grande galerie, qui s'interrompt à la mort du duc, deux ans plus tard. L'étang, participant à l'insalubrité du quartier est comblé en 1736.

### Le château conservé par les fils du duc du Maine
Un projet de rachat par la couronne est alors envisagé mais le domaine passe à Louis-Auguste de Bourbon, fils aîné du couple, jusqu'à son décès survenu en 1755. 
Mort sans postérité, son frère, Louis-Charles, récupère alors l'ensemble de ses biens et vend finalement le domaine au roi Louis XV en 1766. 

### 1766: la vente à Louis XV et la création du couvent de la reine
En vue d'arrondir son domaine de chasse et également permettre l'agrandissement de la ville vers le nord, Louis XV fait morceler une grande partie des jardins du château dès 1767, notamment par la construction du couvent de la reine (actuel lycée Hoche) par l'architecte Richard Mique et par la création d'un nouveau quartier de 18 rues. 

### 1769: début de la démolition du château et morcellement du parc
En 1768, le château dont le coût total est estimé à l'origine à environ 2 448 000 livres, se trouve dans un état de délabrement très avancé et la Cour des Comptes l'estime alors à 650 000 livres pour une restauration d'un montant de 84 000 livres. Les caisses de l'état sont alors en berne et le château est voué à la démolition par adjudication du bailliage de Versailles datée du 30 juin 1769 au montant de 590 000 livres. L'adjudicataire se désiste et la démolition est confiée à l'entrepreneur François Delondre pour une offre bien moindre, de 300 000 livres. L'espace ainsi dégagé sert alors à l'agrandissement de l'hôpital et au percement du boulevard de la Reine. L'aménagement plus tardif de la gare de Versailles-Rive-Droite et une urbanisation toujours croissante finissent de faire disparaître les vestiges du parc.  

### Propriétaires
- Madame de Montespan

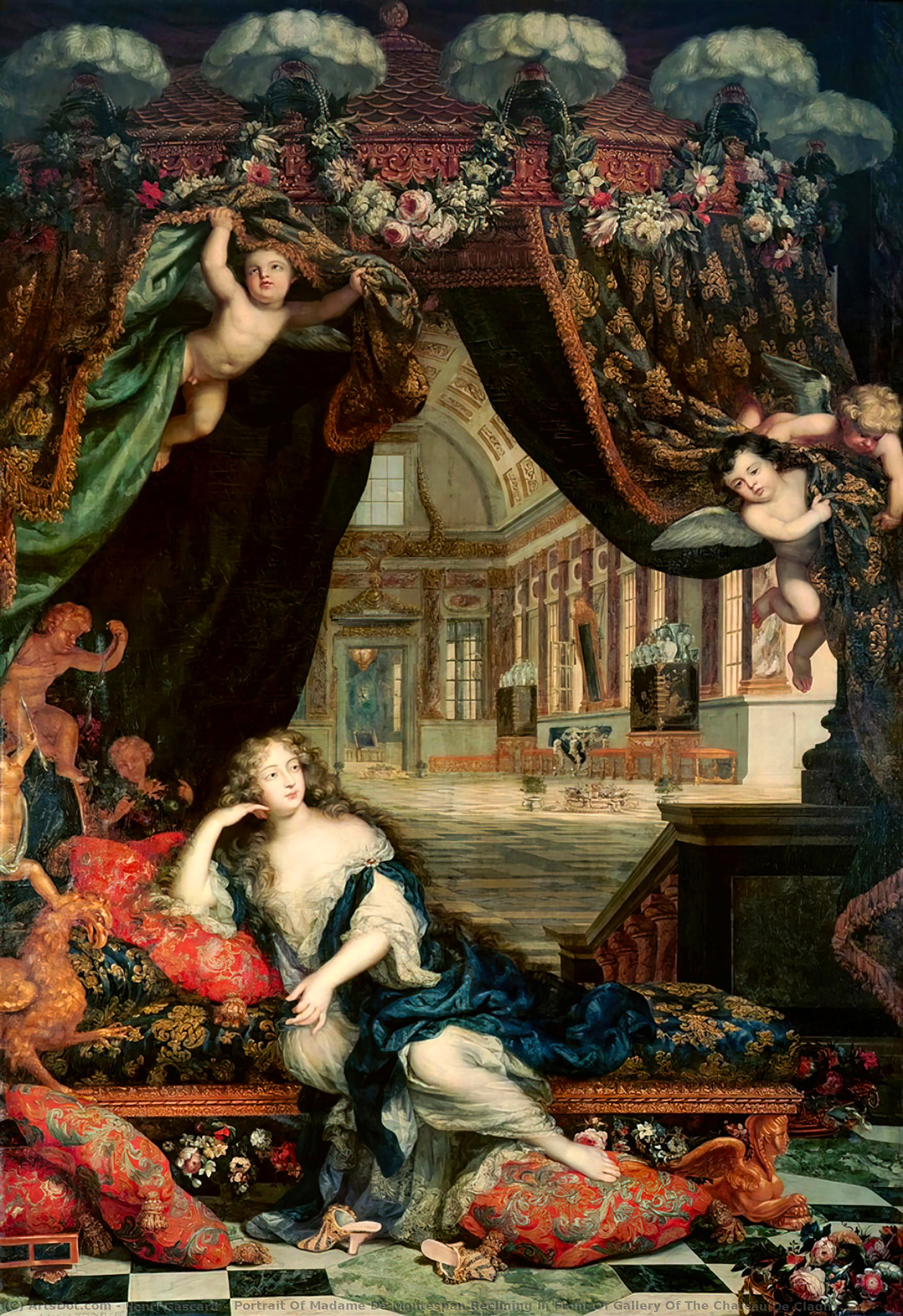
Mme de Montespan allongée dans son château de Clagny, vers 1675-1680. par Henri Gascar.

- Louis-Auguste de Bourbon (1670-1736), duc du Maine
- Duchesse du Maine

### Galerie

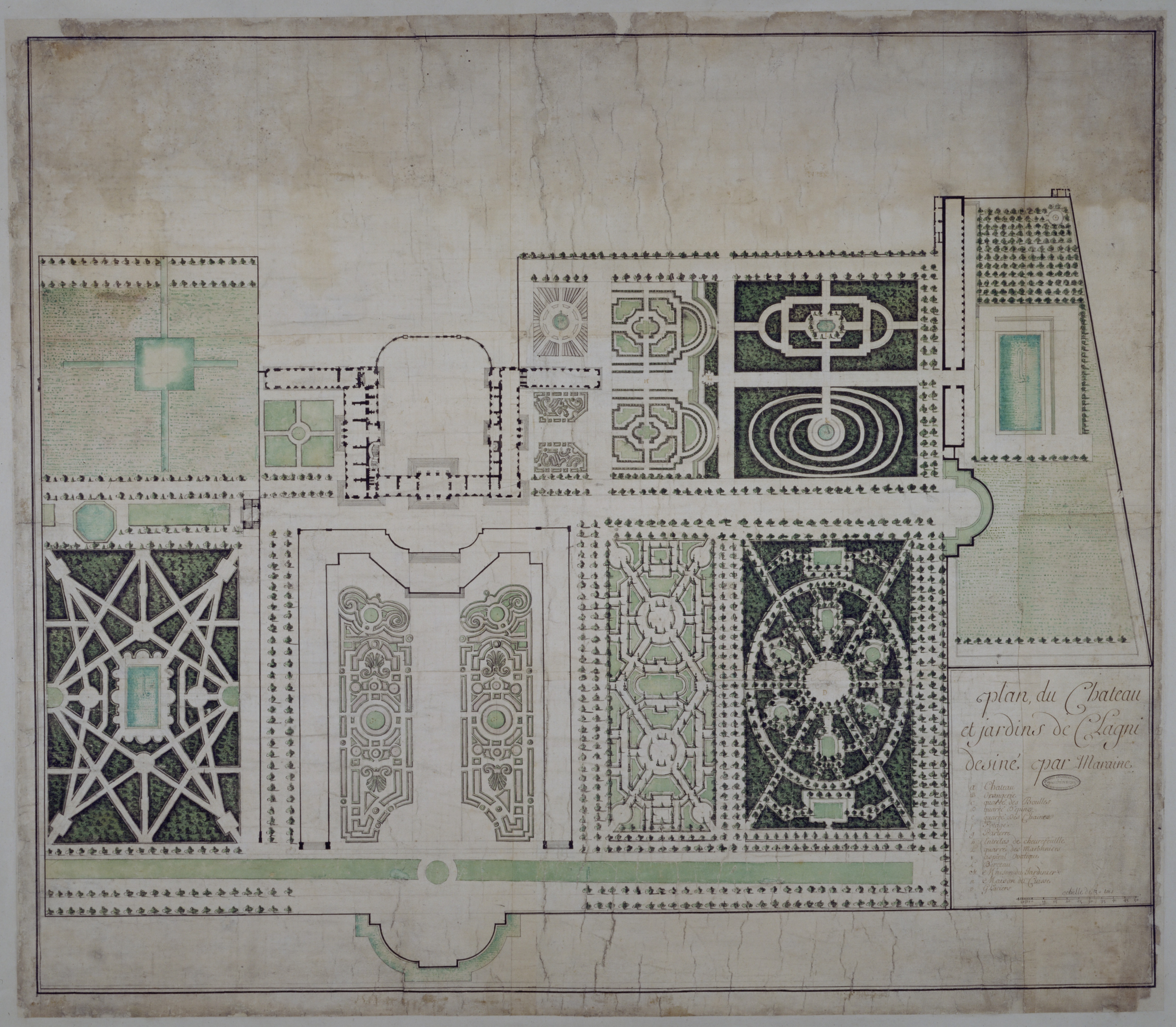
Plan du château et jardin de Clagny vers 1685.
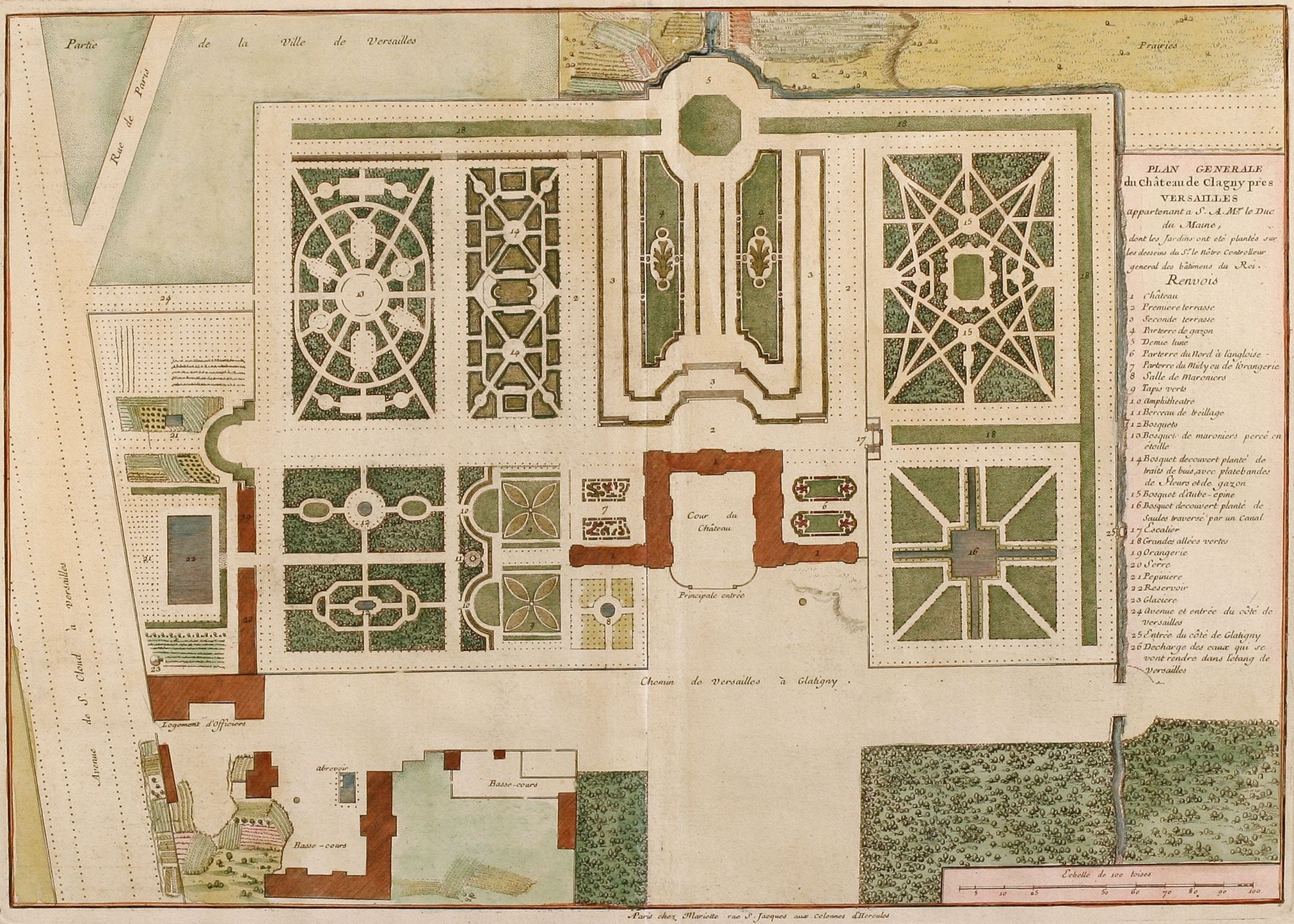
Plan du château et jardin de Clagny vers 1740.
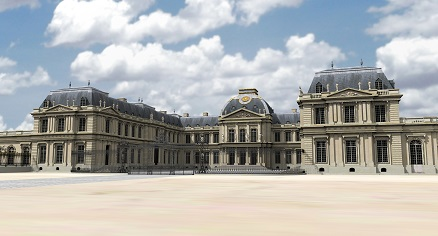
Côté cour (simulation).